# Leonardo DiCaprio
Leonardo Wilhelm DiCaprio (Los Angeles, 11 de novembro de 1974) é um ator, produtor, empresário, ambientalista e filantropo americano, vencedor do Oscar de Melhor Ator com o filme O Regresso.
DiCaprio começou a sua carreira aparecendo em anúncios de televisão no início da década de 1990, após o qual teve papéis recorrentes em várias séries de televisão como a novela Santa Barbara e a comédia Growing Pains. Ele começou sua carreira cinematográfica estreando como Josh em Critters 3 (1991). Foi elogiado por seu papel de apoio em Gilbert Grape: Aprendiz de Sonhador (1993), filme em que atuou ao lado de Johnny Depp. Leonardo DiCaprio ganhou reconhecimento público com papéis principais em Diário de um Adolescente e no drama romântico Romeu + Julieta, antes de alcançar fama internacional com o romance épico de James Cameron Titanic (1997), que se tornou o filme mais lucrativo de todos os tempos até o lançamento da ficção científica Avatar, outra produção de James Cameron.
Desde 2000, DiCaprio tem recebido elogios da crítica por seu trabalho em uma ampla gama de gêneros cinematográficos. Os filmes subsequentes de DiCaprio incluem O Homem da Máscara de Ferro (1998), o drama biográfico do crime Prenda-me se for Capaz (2002) e o épico histórico Gangues de Nova York (2002), que marcou sua primeira de muitas colaborações com o diretor Martin Scorsese. Leonardo DiCaprio foi aclamado por suas atuações no suspense de guerra Diamante de Sangue (2006), o suspense policial Os Infiltrados (2006), o drama Foi Apenas um Sonho (2008), o suspense psicológico Shutter Island (2010), o filme biográfico J. Edgar (2011), o faroeste Django Livre (2012), o drama de época O Grande Gatsby (2013) e a comédia criminal O Lobo de Wall Street (também em 2013). Em 2010, estrelou a aclamada ficção científica A Origem, que se tornou seu maior sucesso de bilheteria depois de Titanic e chegou a ser indicado ao Oscar de Melhor Filme.
Pela sua performance como Howard Hughes em O Aviador e Hugh Glass em O Regresso, ganhou o Globo de Ouro de Melhor Ator em Filme de Drama. Por seu papel como Jordan Belfort em O Lobo de Wall Street, levou o Globo de Ouro de Melhor Ator em Filme de Musical ou Comédia. Ele também ganhou seu primeiro Oscar e Bafta por sua atuação em O Regresso. DiCaprio é o fundador de sua própria produtora, a Appian Way Productions, além de ser conhecido pelo seu ativismo em prol da defesa do meio ambiente.

## Biografia

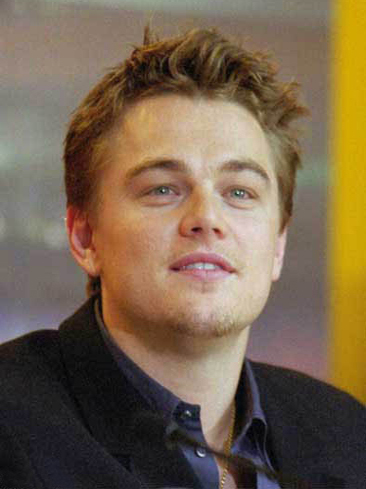
DiCaprio em 2000.

Leonardo DiCaprio nasceu em Hollywood e é filho único de Irmelin (nome de solteira: Indenbirken), uma secretária nascida na Alemanha, e de George DiCaprio, um artista, produtor e distribuidor de banda desenhada. Ambos os pais de Leonardo são filhos de estrangeiros: o seu avô paterno era italiano e a sua avó paterna era alemã; do lado da mãe, o seu avô era alemão e a sua avó era uma alemã nascida na Rússia. O próprio ator passou uma parte da infância na Alemanha e fala alemão fluentemente.
Os pais de Leonardo conheceram-se na universidade e mudaram-se mais tarde para Los Angeles. Leonardo recebeu o seu nome em honra do artista Leonardo da Vinci, uma vez que, segundo a sua mãe, ele deu o seu primeiro pontapé quando ela observava um quadro do artista na Itália quando ela ainda estava grávida.
Os pais de Leonardo divorciaram-se quando ele tinha um ano de idade e ele passou a viver maioritariamente com a mãe. Os dois viveram em vários bairros de Los Angeles como Echo Park e a mãe de Leonardo teve vários empregos para os sustentar.
Leonardo frequentou a Seeds Elementary School e o John Marshall High School depois de frequentar o Los Angeles Center for Enriched Studies durante quatro anos. Porém, o ator desistiu do liceu no seu terceiro ano. Ele nunca foi muito bom aluno, principalmente em matemática, pois tinha bastante dificuldade de atenção, no entanto, mais tarde, acabou por conseguir tirar o GED (o diploma de equivalência do 12.º ano). DiCaprio é agnóstico.

## Carreira
Leonardo DiCaprio iniciou a carreira quando ainda era criança em anúncios de televisão e filmes educacionais. Em 1990, teve o seu primeiro papel de maior destaque na série Parenthood. No ano seguinte, conseguiu o seu primeiro trabalho cinematográfico com Critters 3, um filme de terror lançado diretamente em vídeo. Ainda em 1991, estreou a série Growing Pains, na qual desempenhou o papel recorrente de Luke Brower, um rapaz sem-teto que é acolhido pela família Seaver. Em 1993, Leonardo estreou-se no cinema com o filme This Boy's Life, protagonizado por Robert DeNiro. Foi o próprio DeNiro que escolheu Leonardo entre 400 jovens atores para interpretar o papel de seu enteado.
No mesmo ano, interpretou o papel de Arnie Grape, o irmão com uma deficiência do personagem de Johnny Depp em What's Eating Gilbert Grape. Com este filme, conseguiu sua primeira indicação ao Óscar na categoria de Melhor Ator Coadjuvante. Nos anos seguintes, o ator destacou-se em filmes como The Basketball Diaries, um filme biográfico sobre o autor e músico Jim Carroll, e Romeo + Juliet, uma adaptação moderna da famosa peça de William Shakespeare dirigida por Baz Luhrman e onde interpreta o papel de Romeu.
Porém, foi em 1997 que ganhou a fama internacional com Titanic, vencedor de 11 Óscares da Academia de Artes e Ciências Cinematográficas dos Estados Unidos e um dos filmes mais rentáveis de sempre. Apesar de não ter conseguido uma indicação para os Óscares, Leonardo conseguiu a sua segunda indicação para os Globos de Ouro.
No ano seguinte, Leonardo protagonizou o filme O Homem da Máscara de Ferro, onde interpretou duas personagens: o Rei Luís XIV e o seu irmão gêmeo, Philippe. Baseado no romance homônimo de Alexandre Dumas, o filme foi um sucesso de bilheteira, mas recebeu críticas bastante negativas. Leonardo recebeu até um Razzie na categoria de Pior Casal pelos seus papéis. O ator voltou a receber uma indicação para estes prêmios na categoria de Pior Ator pelo filme The Beach, estreado em 2000.
Com a entrada nos anos 2000, Leonardo DiCaprio voltou a conquistar credibilidade junto da crítica com filmes como Gangs of New York (2002), dirigido por Martin Scorsese (com quem viria a colaborar em mais quatro projetos), e Catch Me If You Can, dirigido por Steven Spielberg (este último valeu-lhe a sua terceira indicação para os Globos de Ouro).
Em 2004, o ator protagonizou The Aviator (também dirigido por Martin Scorsese), um filme biográfico sobre o excêntrico aviador Howard Hughes. O filme foi um sucesso entre a crítica e venceu cinco Óscares em 2005. O próprio Leonardo recebeu a sua segunda indicação para estes prêmios dez anos depois de What's Eating Gilbert Grape, mas não venceu. Porém, venceu o seu primeiro Globo de Ouro na categoria de Melhor Ator em Filme Dramático.

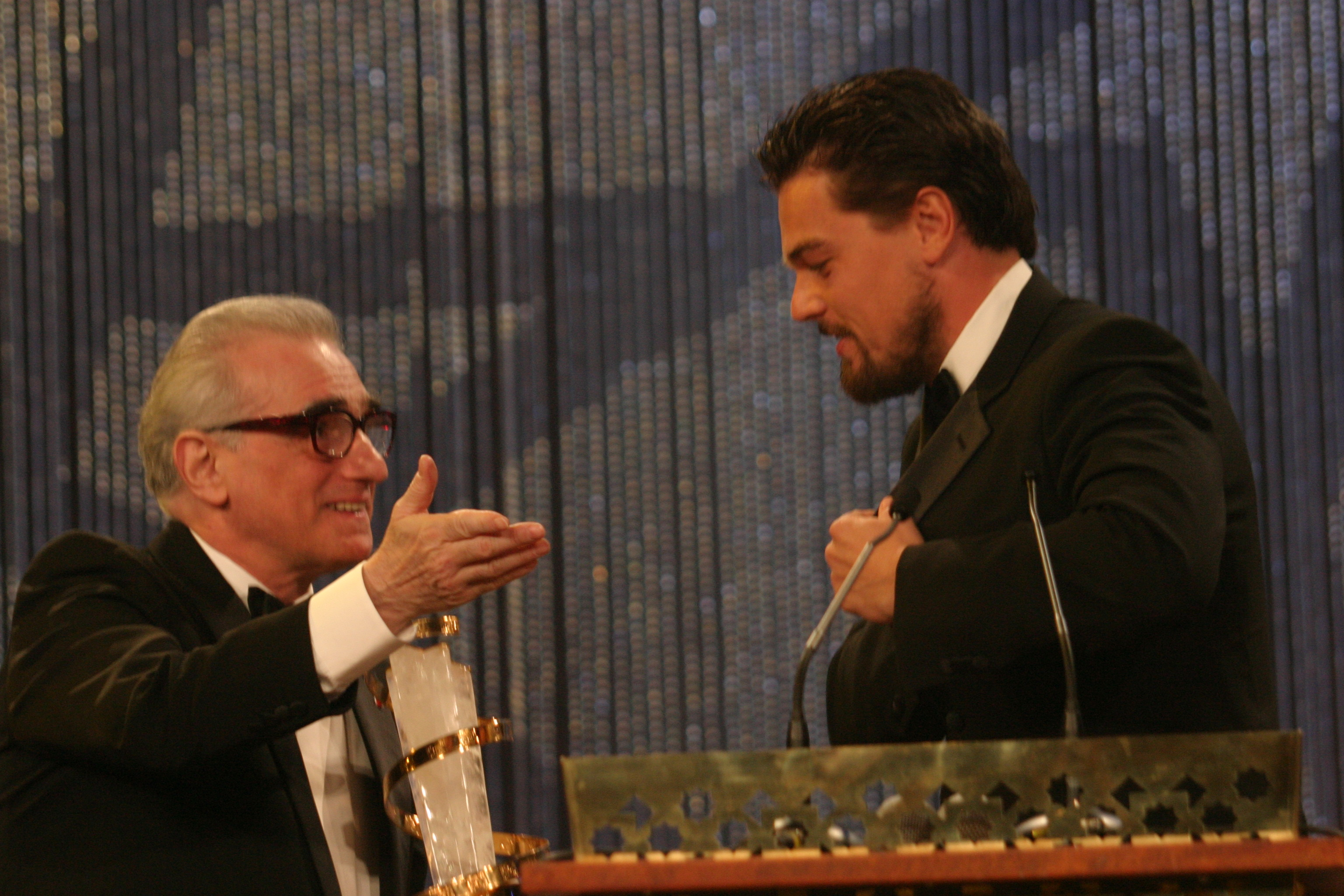
Leonardo DiCaprio com o diretor Martin Scorsese, com quem já trabalhou em cinco filmes.

Em 2006, voltou a trabalhar com Martin Scorsese no filme The Departed, onde interpreta o papel de Billy Costigan, um polícia que se infiltra na máfia irlandesa de Boston. No mesmo ano, protagonizou Blood Diamond, onde interpreta Danny Archer, um traficante de diamantes da Rodésia que se envolve na Guerra Civil da Serra Leoa. Ambos os filmes e os desempenhos de Leonardo foram bastante elogiados pela crítica e o ator recebeu indicações duplas para os Globos de Ouro e para os Screen Actors Guild Awards. Recebeu ainda a sua terceira indicação para os Óscares pelo seu desempenho em Blood Diamond.
Em 2008, protagonizou, com Russell Crowe, o filme Body of Lies, dirigido por Ridley Scott. O filme teve críticas mistas e um sucesso moderado nas bilheteiras. No mesmo ano reuniu-se com a sua colega de Titanic, Kate Winslet, no filme Revolutionary Road. O filme, baseado no romance homónimo de Richard Yates, passa-se em 1955 e conta a história de um casal que aparenta ter uma vida perfeita, mas que na verdade está a entrar em desespero com a monotonia. Este filme valeu a DiCaprio a sua sétima nomeação para os Globos de Ouro.
Em 2010, Leonardo DiCaprio protagonizou dois dos filmes da maior sucesso da sua carreira: Shutter Island e Inception. O primeiro é um thriller psicológico dirigido por Martin Scorcese onde interpreta o papel de Teddy Daniels, um agente que investiga um asilo numa ilha e começa a duvidar da sua própria sanidade. O filme rendeu 294 milhões de dólares. No segundo, interpreta o papel de Dom Cobb, um "extrator" que entra nos sonhos das pessoas para obter informações a que não teria acesso de outra forma. Dom é persuadido a plantar uma ideia na mente do herdeiro de uma grande fortuna em troca da sua vida antiga. O filme, dirigido por Christopher Nolan rendeu 825 milhões de dólares e foi indicado para o Óscar de Melhor Filme no ano seguinte.
Leonardo recebeu a sua oitava indicação para os Globos de Ouro em 2012 pelo seu papel de J. Edgar Hoover, um dos fundadores do FBI, no biopic J. Edgar.

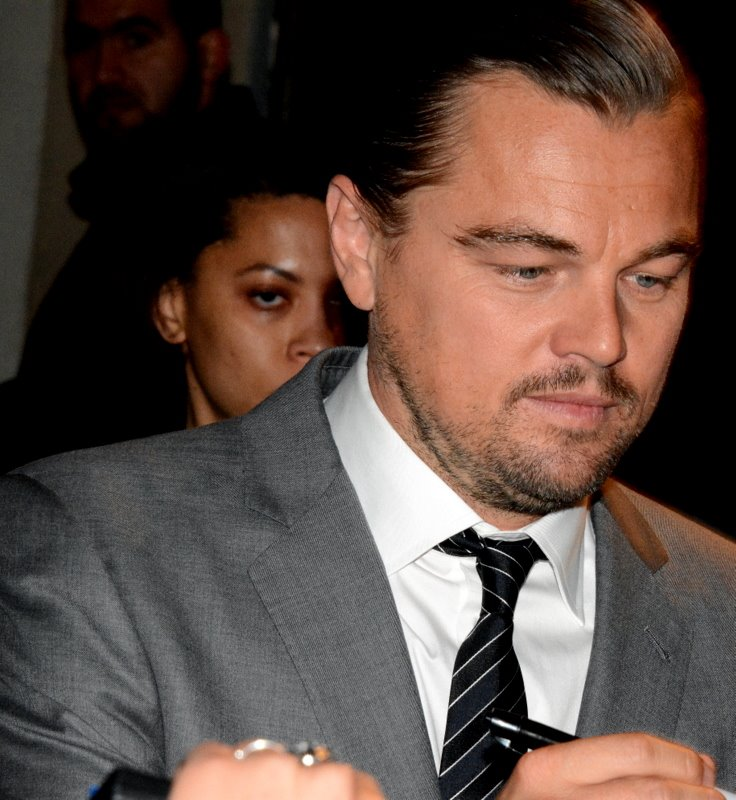
Leonardo DiCaprio na estreia francesa de The Revenant.

Ainda nesse ano estreou Django Unchained, de Quentin Tarantino. No filme, DiCaprio interpreta o papel do vilão Calvin Candie, um sulista proprietário de escravos. Tanto o filme como DiCaprio foram bastante elogiados e o ator recebeu sua nona nomeação para os Globos de Ouro.
Nesta altura, o ator tornou-se um meme popular na internet pelo fato de, apesar de ser considerado um dos melhores atores da sua geração e das suas múltiplas indicações aos Óscares, ainda não ter conseguido vencer o prêmio. Em 2016, o estúdio The Line Animation desenvolveu mesmo um jogo online chamado Leo's Red Carpet Rampage, que tem como objetivo fazer com que o ator ultrapasse vários obstáculos enquanto persegue um Óscar que nunca consegue alcançar.
Em 2013 estrearam mais dois filmes protagonizados por DiCaprio. O primeiro, The Great Gatsby, reuniu-o com o diretor Baz Luhrmann e recebeu críticas mistas, apesar de o desempenho do ator ter sido elogiado. O segundo, The Wolf of Wall Street foi a quinta colaboração do ator com Martin Scorcese e baseia-se na vida do corretor de bolsa Jordan Belfort, que foi preso no final dos anos 1990 por fraude e lavagem de dinheiro. O ator conseguiu a sua décima indicação para os Globos de Ouro e a quarta para os Óscares por este papel.
Em 2015 estreou The Revenant do diretor mexicano Alejandro G. Iñàrritu. O filme, protagonizado por DiCaprio segue a história de um homem que é deixado para morrer pelos seus companheiros depois de ser atacado por um urso durante uma expedição por territórios adversos. Leonardo DiCaprio disse que este foi o papel mais difícil da sua vida. Ele comeu fígado de bisonte cru, dormiu em carcaças de animais e sofreu hipotermia durante as filmagens, para além de ter aprendido a disparar um mosquete e a fazer fogueiras. Aprendeu ainda a falar duas línguas nativas (Pawnee e Arikara) e a aplicar técnicas de cura antigas. O filme foi um sucesso comercial, tendo arrecadado 533 milhões de dólares em todo o mundo, e também junto da crítica. Mark Kermode do The Guardian, escreveu que esta era a vez de DiCaprio de triunfar "com um desempenho que depende mais da parte física do que nas falas", e Nick De Semlyen da revista Empire escreveu: "o seu desempenho cru ajuda a elevar o que podia ter sido um mero drama de homem vs. natureza". O ator venceu os principais prémios da indústria cinematográfica por este papel, incluindo o Globo de Ouro, o BAFTA, o Screen Actors Guild Award e o Óscar.
Até então, como já mencionado, DiCaprio tinha fama de azarado com o Oscar por nunca ter vencido o prêmio. Na edição de 2016, houve uma grande torcida do público e dos fãs para que ele vencesse o prêmio por sua atuação em The Revenant. A vitória de Leonardo DiCaprio foi muito comemorada e acabou com sua fama de azarado.
Leonardo DiCaprio fez uma pausa de quatro anos de representação depois de trabalhar em The Revenant, durante a qual se dedicou a causas ambientais e à produção e narração de documentários. O ator regressou em 2019 com o filme Once Upon a Time in Hollywood de Quentin Tarantino. O filme segue a relação entre Rick Dalton (DiCaprio), um ator de televisão de meia-idade e o seu duplo, Cliff Booth (Brad Pitt). Para ajudar a financiar o filme, Leonardo DiCaprio e Brad Pitt aceitaram um corte no salário e cada um recebeu 10 milhões de dólares. DiCaprio gostou da experiência de trabalhar com Brad Pitt e Quentin Tarantino descreveu o par como "a dupla dinâmica de estrelas mais entusiasmante" desde Robert Redford e Paul Newman. DiCaprio ficou fascinado com a homenagem do filme a Hollywood e por este se focar na amizade entre a sua personagem e a de Brad Pitt. DiCaprio baseou-se nas suas experiências de ver amigos atores serem rejeitados em Hollywood para desenvolver o seu desempenho. As críticas do filme e do desempenho de DiCaprio foram positivas. Um crítico do Business Insider considerou-o o melhor desempenho da sua carreira e Ian Sandwell do Digital Spy gostou da química entre os dois atores principais que disse ter dado autenticidade à ligação entre as suas personagens. Leonardo DiCaprio foi nomeado para os principais prémios da indústria cinematográfica por este papel, incluindo a sua décima-primeira nomeação para  os Globos de Ouro e sexta para os Óscares. O filme também foi um sucesso comercial, com receitas de 374 milhões de dólares.
Em 2021, Leonardo DiCaprio foi um dos protagonistas de Don't Look Up, de Adam McKay. O filme é uma sátira de como a sociedade reage à notícia de que um cometa está em rota de colisão com a Terra e pode matar toda a população. Apesar de ter recebido críticas mistas e de ter arrecadado apenas $783,000 nas bilheteiras, o filme foi um sucesso quando estreou no serviço de streaming Netflix, onde foi o filme mais visto de todos os países onde o serviço está disponível. O público reagiu de forma mais favorável do que os críticos e atualmente o filme conta com uma pontuação de 77% no site agregador de críticas Rotten Tomatoes.

## Filantropia e defesa do meio ambiente
Leonardo DiCaprio é um defensor dedicado do meio ambiente e já foi elogiado por vários grupos ambientalistas e instituições pelo seu trabalho, incluindo a ONU, que o nomeou seu representante das alterações climáticas em 2014.

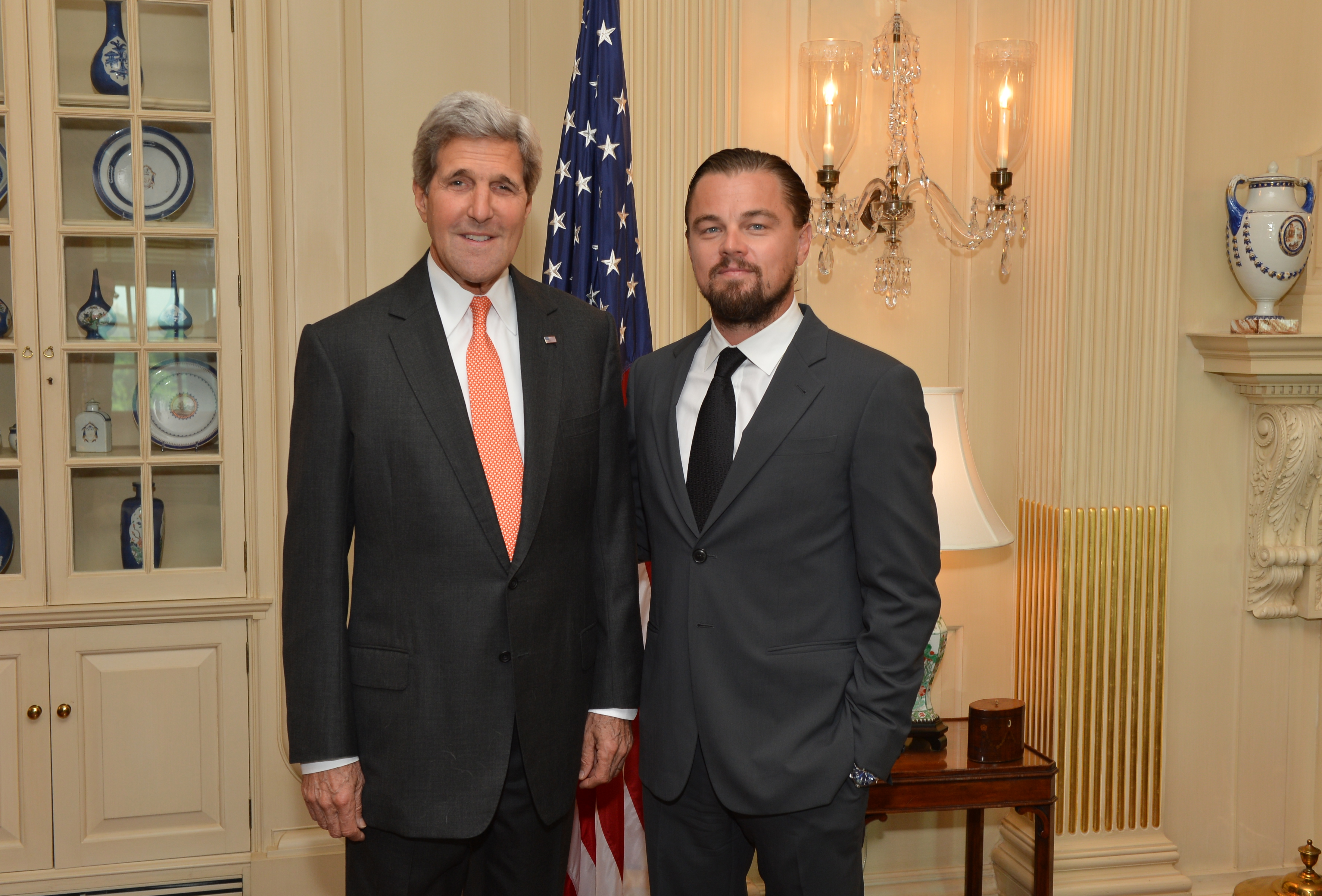
Leonardo DiCaprio e John Kerry em 2014.

O ator criou a sua própria fundação de defesa do meio ambiente, a Leonardo DiCaprio Foundation, em 1998. A fundação dedica-se a "preservar os últimos locais selvagens do planeta, a implementar soluções que restaurem o balanço de ecossistemas ameaçados e a procurar soluções a longo prazo para a saúde e bem-estar dos habitantes do planeta Terra". Para além da sua própria fundação, o ator faz parte da direção dos grupos ambientalistas Natural Resources Defense Council (NRDC), Global Green USA e International Fund for Animal Welfare (IFAW). Em 2007, produziu o documentário The 11th Hour, no qual trabalhou durante quatro anos. O documentário conta com a participação de várias personalidades conhecidas da área da defesa do meio ambiente, assim como cientistas e líderes mundiais que discutem o estado do meio ambiente e soluções inovadoras e práticas para a recuperação de ecossistemas. Leonardo encontra-se ainda regularmente com líderes mundiais para discutir questões ambientais. Em 2016, discursou no Fórum Económico Mundial de Davos, condenando a cobiça das empresas exploradoras de petróleo.
Para além do meio ambiente, Leonardo DiCaprio apoia causas como a defesa dos direitos dos homossexuais, mais especificamente a organização GLAAD a quem doou $61,000 em 2013 e o fim da exploração de diamantes através do investimento na Diamond Foundry, uma empresa que produz diamantes sintéticos.
Leonardo também já doou dinheiro na sequência de tragédias como o terremoto de 2010 no Haiti e trabalhou com a SOS Children's Villages International em Maputo, onde interagiu com 24 crianças orfãs.
Apoiou ainda as campanhas presidenciais de John Kerry em 2004 e de Barack Obama em 2008 e 2012.
Por dois anos, a partir de 2014, DiCaprio uniu o cinema a defesa do meio ambiente na produção do filme "Seremos História?" ("Before the Flood" no original em inglês). Como DiCaprio ganhou da ONU o título de Mensageiro da Paz para Mudanças Climáticas, ele parte desta e de outra experiência pessoal, uma cópia de quadro de Hieronymus Bosh que o acompanhou na infância, para dar a largada em um périplo pelo mundo, filmada. O longa-metragem de 96 minutos foi lançado em 2016. Entrevista o então presidente dos Estados Unidos, Barack Obama, o papa Francisco, o secretário-geral da ONU, Ban Ki-Moon, e o ex-presidente americano Bill Clinton, entre outros, como especialistas da Nasa, ativistas, cientistas e líderes comunitários.
Refeindo-se a organização, o World Wildlife Fund, que pode usar as imagens de DiCaprio para obter uma doação de US $ 500.000, em um discurso do palácio presidencial alegou que DiCaprio doou a uma organização ambiental que Bolsonaro acusou de incendiar a Amazônia apenas para tirar boas fotos deles.
Em 28 de abril de 2022, Leonardo DiCaprio pediu em seu Twitter que jovens brasileiros tirassem o título de eleitor, dizendo que “O que acontece lá (no Brasil) é importante para todos nós, e o voto dos jovens é fundamental para impulsionar a transição para um planeta saudável.” A postagem possuía um link que levava ao site Olha o Barulhinho, da agência Quid. A postagem segue a campanha de influenciadores brasileiros como Anitta e Whindersson Nunes e recebeu apoio de outras pessoas como Mark Ruffalo. Jair Bolsonaro respondeu agradecendo o apoio, que o povo decidiria se a Amazônia continuaria soberana ou seria entregue a "vigaristas que atendem a interesses especiais estrangeiros." Também compartilhou fotografia sobre as queimadas na Amazônia, relembrando o embate entre os dois em 2019.

## Vida pessoal
Namorou durante seis anos a modelo brasileira Gisele Bündchen. Também namorou a modelo israelense Bar Refaeli. Em agosto de 2011, foi relatado que ele teve um relacionamento com a atriz Blake Lively desde meados de maio de 2011. Eles terminaram o relacionamento em outubro de 2011. Entre maio de 2013 e dezembro de 2014, namorou a modelo alemã Toni Garrn e, em 10 de dezembro de 2014, a imprensa internacional divulgou que o ator namorava a top model brasileira Eliza Joenck.
Em 2015, namorou a modelo norte-americana Kelly Rohrbach durante alguns meses, mas o romance terminou antes do final do ano.
De 2017 a 2022 namorou com Camila Morrone.
Leonardo tem uma casa em Los Angeles e um apartamento em Manhattan, Nova Iorque. Em 2009, comprou uma ilha perto do Belize e planeja construir um resort amigo do ambiente lá. Em 2005, o ator sofreu ferimentos graves no rosto ao ser atingido com uma garrafa partida lançada pela modelo Aretha Wilson numa festa em Hollywood. Depois de assumir a culpa pelo incidente em 2010, a modelo foi condenada a dois anos de prisão. Leonardo DiCaprio não quer filhos.

## Filmografia

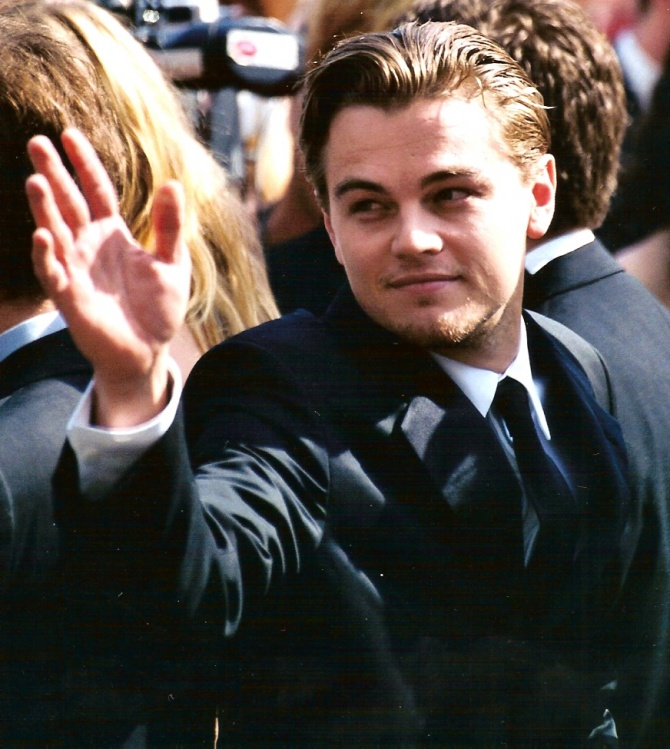
DiCaprio em 2002.

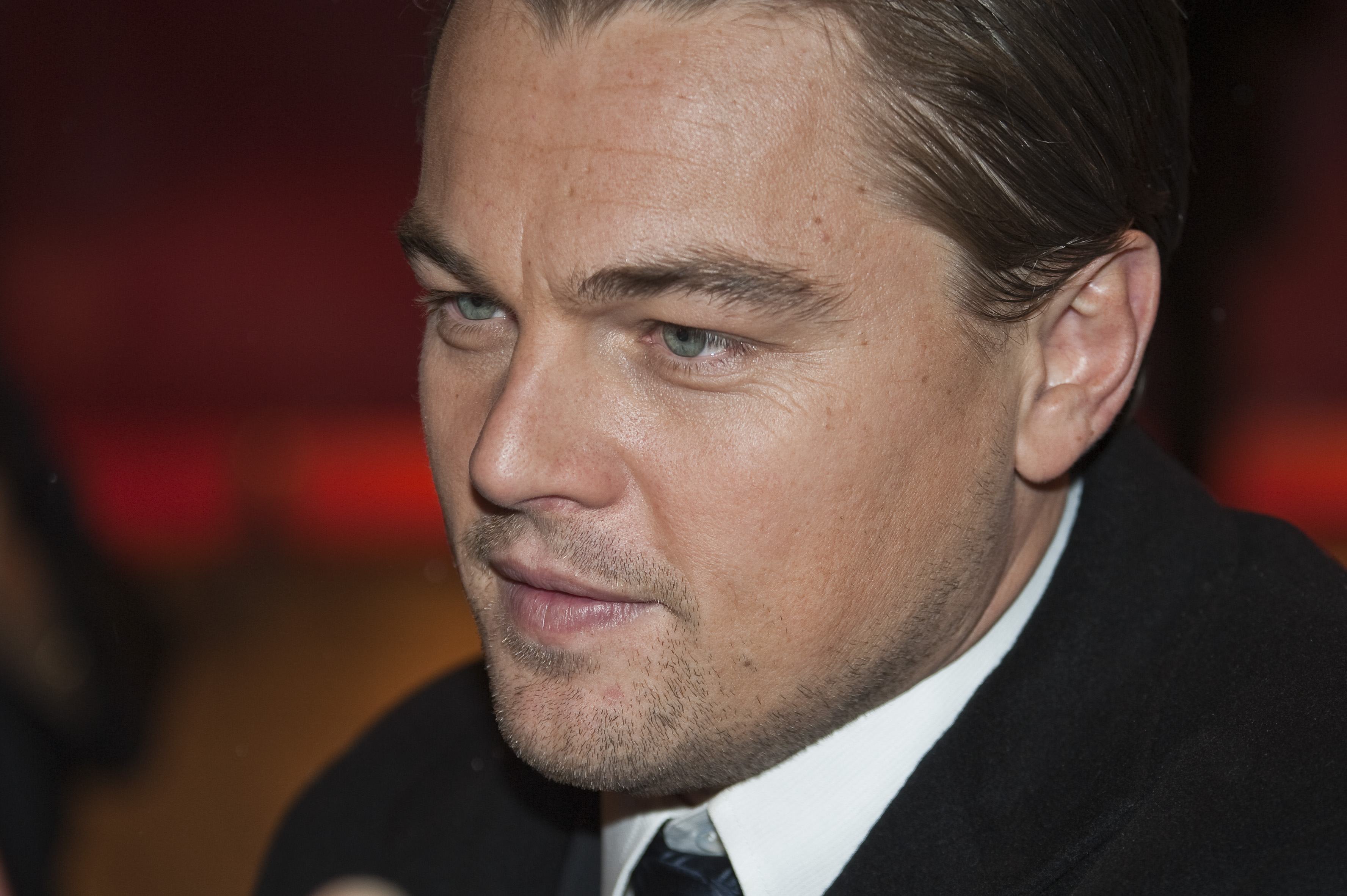
DiCaprio no Festival de Berlim em 2010.

| Ano  | Título                        | Papel                               |
| ---- | ----------------------------- | ----------------------------------- |
| 1991 | Critters 3                    | Josh                                |
| 1992 | Poison Ivy                    | Guy                                 |
| 1993 | This Boy's Life               | Tobias "Toby" Wolff                 |
| 1993 | What's Eating Gilbert Grape   | Arnie Grape                         |
| 1995 | The Quick and the Dead        | Fee Herod "The Kid"                 |
| 1995 | The Basketball Diaries        | Jim Carroll                         |
| 1995 | Total Eclipse                 | Arthur Rimbaud                      |
| 1996 | Romeo + Juliet                | Romeo Montague                      |
| 1996 | Marvin's Room                 | Hank                                |
| 1997 | Titanic                       | Jack Dawson                         |
| 1998 | The Man in the Iron Mask      | Rei Luís XIV de França/Filipe       |
| 1998 | Celebrity                     | Brandon Darrow                      |
| 2000 | The Beach                     | Richard                             |
| 2001 | Don's Plum                    | Derek                               |
| 2002 | Catch Me If You Can           | Frank William Abagnale Jr.          |
| 2002 | Gangs of New York             | Amsterdam Vallon                    |
| 2004 | The Aviator                   | Howard Hughes                       |
| 2006 | Blood Diamond                 | Danny Archer                        |
| 2006 | The Departed                  | William "Billy" Costigan Jr.        |
| 2007 | The 11th Hour                 | Narrador                            |
| 2008 | Revolutionary Road            | Frank Wheeler                       |
| 2008 | Body of Lies                  | Roger Ferris                        |
| 2010 | Shutter Island                | Edward "Teddy" Daniels/Andrew Leeds |
| 2010 | Hubble 3D                     | Narrador                            |
| 2010 | Inception                     | Dom Cobb                            |
| 2011 | J. Edgar                      | J. Edgar Hoover                     |
| 2012 | Django Unchained              | Calvin Candie                       |
| 2013 | The Great Gatsby              | Jay Gatsby                          |
| 2013 | The Wolf of Wall Street       | Jordan Belfort                      |
| 2015 | The Revenant                  | Hugh Glass                          |
| 2019 | Once Upon a Time in Hollywood | Rick Dalton                         |
| 2019 | Ice on Fire                   | Narrador                            |
| 2021 | Don't Look Up                 | Randall Mindy                       |
| 2023 | Killers of the Flower Moon    | Ernest Burkhart                     |

## Prêmios e indicações

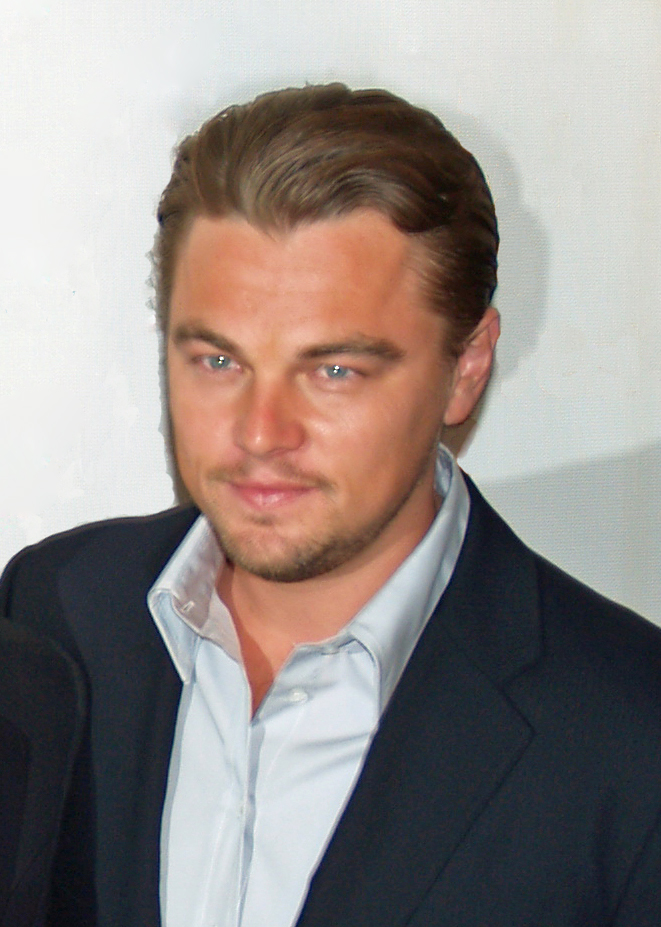
DiCaprio no Tribeca Film Festival em 2007.

#### Oscar
| Ano  | Categoria                            | Filme                         | Resultado |
| ---- | ------------------------------------ | ----------------------------- | --------- |
| 1994 | Melhor ator (coadjuvante/secundário) | What's Eating Gilbert Grape   | Indicado  |
| 2005 | Melhor ator                          | The Aviator                   | Indicado  |
| 2007 | Melhor ator                          | Blood Diamond                 | Indicado  |
| 2014 | Melhor filme                         | The Wolf of Wall Street       | Indicado  |
| 2014 | Melhor ator                          | The Wolf of Wall Street       | Indicado  |
| 2016 | Melhor ator                          | The Revenant                  | Venceu    |
| 2020 | Melhor ator                          | Once Upon a Time in Hollywood | Indicado  |

#### Globo de Ouro
| Ano  | Categoria                            | Filme                         | Resultado |
| ---- | ------------------------------------ | ----------------------------- | --------- |
| 1994 | Melhor ator (coadjuvante/secundário) | What's Eating Gilbert Grape   | Indicado  |
| 1998 | Melhor ator (drama)                  | Titanic                       | Indicado  |
| 2003 | Melhor ator (drama)                  | Catch Me If You Can           | Indicado  |
| 2005 | Melhor ator (drama)                  | The Aviator                   | Venceu    |
| 2007 | Melhor ator (drama)                  | Blood Diamond                 | Indicado  |
| 2007 | Melhor ator (drama)                  | The Departed                  | Indicado  |
| 2009 | Melhor ator (drama)                  | Revolutionary Road            | Indicado  |
| 2012 | Melhor ator (drama)                  | J. Edgar                      | Indicado  |
| 2013 | Melhor ator (coadjuvante/secundário) | Django Unchained              | Indicado  |
| 2014 | Melhor filme (comédia/musical)       | The Wolf of Wall Street       | Indicado  |
| 2014 | Melhor ator (comédia/musical)        | The Wolf of Wall Street       | Venceu    |
| 2016 | Melhor ator (drama)                  | The Revenant                  | Venceu    |
| 2020 | Melhor ator (comédia/musical)        | Once Upon a Time in Hollywood | Indicado  |

#### BAFTA
| Ano  | Categoria   | Filme                   | Resultado |
| ---- | ----------- | ----------------------- | --------- |
| 2005 | Melhor ator | The Aviator             | Indicado  |
| 2007 | Melhor ator | The Departed            | Indicado  |
| 2014 | Melhor ator | The Wolf of Wall Street | Indicado  |
| 2016 | Melhor ator | The Revenant            | Venceu    |

#### Screen Actors Guild Awards
| Ano  | Categoria                            | Filme         | Resultado |
| ---- | ------------------------------------ | ------------- | --------- |
| 1997 | Melhor elenco                        | Marvin's Room | Indicado  |
| 1998 | Melhor elenco                        | Titanic       | Indicado  |
| 2005 | Melhor elenco                        | The Aviator   | Indicado  |
| 2005 | Melhor ator                          | The Aviator   | Indicado  |
| 2007 | Melhor elenco                        | The Departed  | Indicado  |
| 2007 | Melhor ator                          | Blood Diamond | Indicado  |
| 2007 | Melhor ator (coadjuvante/secundário) | The Departed  | Indicado  |
| 2012 | Melhor ator                          | J. Edgar      | Indicado  |
| 2016 | Melhor ator                          | The Revenant  | Venceu    |

#### Festival de Berlim
| Ano  | Categoria   | Filme          | Resultado |
| ---- | ----------- | -------------- | --------- |
| 1998 | Melhor ator | Romeo + Juliet | Venceu    |

#### People's Choice Awards
| Ano  | Categoria                       | Filme                    | Resultado |
| ---- | ------------------------------- | ------------------------ | --------- |
| 2014 | Ator Favorito - Cinema          | Conjunto da obra em 2013 | Indicado  |
| 2014 | Ator Favorito de Drama - Cinema | The Great Gatsby         | Venceu    |

#### AACTA Awards
| Ano  | Categoria   | Filme            | Resultado |
| ---- | ----------- | ---------------- | --------- |
| 2014 | Melhor ator | The Great Gatsby | Venceu    |